# Taldom
Taldom (en russe : Талдом) est une ville de l'oblast de Moscou, en Russie, et le centre administratif du raïon Taldomski. Sa population s'élevait à 13 325 habitants en 2014.

## Géographie
Taldom est située à 110 km au nord de Moscou.

## Histoire
Taldom a été fondée en 1677 et a reçu le statut ville en 1918. Elle est la première ville à être renommée Leninsk en l'honneur du dirigeant de l'Union soviétique Vladimir Lénine, alors que Lénine était vivant. En 1929 la ville retrouva son nom d'origine.
Dans les environs de Taldom, se trouve l'émetteur de Taldom, la plus puissante station de radiodiffusion dans le monde. Il s'agit d'un transmetteur ondes longues émettant sur la fréquence de 261 kHz avec une puissance de 2 500 kW. La hauteur du mât de l'émetteur est de 275 m. Les programmes des stations Radio Rossii et Radio Iounost (Jeunesse) sont diffusées à partir de là.

## Population
Recensements (*) ou estimations de la population
| 1897* | 1926* | 1939* | 1959*  | 1970*  | 1979*  |
| ----- | ----- | ----- | ------ | ------ | ------ |
| 1 200 | 5 967 | 9 900 | 10 368 | 11 876 | 13 086 |

| 1989*  | 2002*  | 2010*  | 2012   | 2013   | 2014   |
| ------ | ------ | ------ | ------ | ------ | ------ |
| 14 410 | 13 334 | 13 819 | 13 607 | 13 521 | 13 325 |